# 藤田医科大学看護専門学校
藤田医科大学看護専門学校（ふじたいかだいがくかんごせんもんがっこう）は、愛知県豊明市に存在した私立看護専門学校。運営は学校法人藤田学園。
設置学科は看護科（3年制）のみで卒業時に看護専門士（医療専門課程）の称号や看護師国家試験受験資格を取得できる。
なお、同じ系列校の藤田医科大学にも保健衛生学部看護学科（4年制）が存在するが、卒業時に看護学士（看護大学卒業資格）の称号や、保健師国家試験受験資格等の資格を取得できる点で異なる。
2019年度の新入生の受け入れをもって、次年度からは入学募集を行わないこととなり、2022年3月末で閉校となった。

## 沿革
- 1964年10月 - 南愛知准看護学校として開校[1]。
- 1965年4月 - 4月入学に変更[1]。
- 1968年4月 - 南愛知高等看護学院が開校[1]。
- 1983年2月 - 南愛知准看護学校と南愛知高等看護学院を統合し、藤田学園看護専門学校に改称[1]。
- 1991年4月 - 藤田保健衛生大学看護専門学校に改称[1]。
- 1999年3月 - 准看護科を廃止[1]。
- 2000年4月 - 3年課程（全日制）を開校[1]。
- 2002年3月 - 看護科（2年課程）の昼間定時制を廃止[1]。
- 2019年4月 - 藤田医科大学看護専門学校に改称。
- 2022年3月 - 閉校。

## 設置学科
- 看護科（全日制・3年制課程）

## 所在地
- 愛知県豊明市沓掛町田楽ケ窪1番地98

## 交通アクセス
- 名鉄名古屋本線「前後駅」から名鉄バスに乗り換え「藤田医科大学病院」下車。
- 名古屋市営地下鉄桜通線「徳重駅」から名古屋市営バスまたは名鉄バスに乗り換え「藤田医科大学病院」下車。
- 名古屋市営地下鉄桜通線「鳴子北駅」から名古屋市営バスに乗り換え「藤田医科大学病院」下車。
- 名古屋市営地下鉄鶴舞線「原駅」から名古屋市営バスに乗り換え「藤田医科大学病院」下車。
- 名古屋市営地下鉄鶴舞線「赤池駅」から名鉄バスに乗り換え「藤田医科大学病院」下車。

## 関連校
- 藤田医科大学